# Юго-Западный военный округ
Юго-Западный вое́нный о́круг (Ю-ЗапВО) — оперативно-стратегическое территориальное объединение Вооружённых Сил Украины и Крыма, существовавшее в 1922 году.

## История
21 апреля 1922 года Совет Труда и Обороны принял постановление в Вооружённых Силах Украины и Крыма о слиянии Киевского и Харьковского военных округов в Юго-Западный военный округ. Командующим войсками округа назначен М. Я. Германович. 27 мая 1922 года Юго-Западный военный округ переименован в Украинский военный округ.

## Подчинение
Вооружённые Силы Украины и Крыма 21.04-27.05.1922)

## Боевая деятельность
1922 год
21 апреля Совет Труда и Обороны принял постановление в Вооружённых Силах Украины и Крыма (командующий Фрунзе, Михаил Васильевич) о слиянии Киевского военного округа (командующий войсками округа Якир, Иона Эммануилович) и Харьковского военного округа (командующий войсками округа Корк, Август Иванович). Киевский военный округ и Харьковский военный округ были объединены в Юго-Западный военный округ. (1; Центральный государственный архив Советской Армии, ф. 4, оп. 7, д. 1244, л. 324)
Командующим войсками округа назначен М. Я. Германович.
Управление округа находилось в городе Харьков.
В состав округа вошли: Волынская (ныне Луцкая область), Донецкая, Екатеринославская (ныне Днепропетровская область), Киевская, Кременчугская (ныне территория входит в состав Черкасской и Полтавской областей), Николаевская, Одесская, Полтавская, Подольская (ныне Каменец-Подольская область), Таврическая (ныне Крымская АССР Украины), Харьковская, Херсонская, Черниговская губернии. (2-с. 838)
В состав округа вошли: (1-с.53-54, 59)
- Сухопутные войска:

- 7-я Краснознамённая Владимирская сд
- 24-я Самаро-Ульяновская Железная сд
- 25-я сд имени В.И.Чапаева
- 44-я Киевская сд
- 45-я Волынская сд
- 3-я сд,
- 15-я Сивашская сд,
- 51-я Перекопская сд,
- 30-я Иркутская сд имени ВЦИК;

- Кавалерийские войска:

- 1-й конный корпус Червонного казачества им. Всеукраинского ЦИК (6с,7с)

Командир корпуса В.М. Примаков. Управление корпуса в г. Липовец, что восточнее г. Винница,(7с).
- 8-я кавалерийская дивизия Червонного казачества

Начальник дивизии М.А. Демичев
- 17-я кавалерийская дивизия Червонного казачества

Начальник дивизии Г.И. Котовский
- 9-я кавалерийская дивизия

Начальник дивизии А.Е. Карташев
- отдельная Красногусарская кавалерийская бригада
- отдельная кавалерийская бригада

- Авиация округа включала три авиаотряда, один артавиаотряд, семь воздухоплавательных отрядов, два воздухоплавательных дивизиона, два авиапоезда, одну воздухобазу. На вооружении было 39 самолётов.
- Артиллерия входила в состав стрелковых и кавалерийских дивизий.
- Бронесилы включали танкоотряд, 5 бронеотрядов, 9 бронепоездов, один автобронеотряд, два автоотряда.
- Инженерные войска включали три железнодорожных полка, инженерный и понтонный батальоны, два транспортных моторно-понтонных отряда.
- Войска связи включали батальон связи, телеграфно-телефонный дивизион, радиодивизион, четыре телеграфно-строительные роты, три эксплуатационно-технические роты, учебный телеграфно-телефонный полк. (3-с.54)

1 мая в Вооружённых Силах Украины и Крыма воины впервые после окончания гражданской войны военнослужащие приняли военную присягу. Военная присяга принималась от красноармейцев и командиров членами Всероссийского Центрального Исполнительного Комитета и Всеукраинского Центрального Исполнительного Комитета в расположениях частей. В этот день личный состав в торжественной обстановке дал революционную клятву на верность социалистической Родине. И эту клятву он претворял в жизнь, настойчиво совершенствуя боевую выучку.
27 мая Юго-Западный военный округ переименован в Украинский военный округ. (1; ЦГСА, Сборник секретных приказов РВС, 1922, л. 418)

## Командование
- Германович, Маркиан Яковлевич, командующий войсками округа (21.04.1922 — 27.05.1922).